# Dicranomyia apicialba
Dicranomyia apicialba är en tvåvingeart som först beskrevs av Alexander 1965.  Dicranomyia apicialba ingår i släktet Dicranomyia och familjen småharkrankar. Inga underarter finns listade i Catalogue of Life.